# فیومی‌ریختان
فیومی‌ریختان یا فیومورفا (نام علمی: Phiomorpha) نام یک parvorder از فروراسته تشی‌آروارگان است.